# برگ (بادن-وورتمبرگ)
برگ (به آلمانی: Berg) یک شهر در آلمان است که در رافنسبورگ واقع شده‌است.

## خواهرخوانده
شهر برست، بلاروس خواهرخواندهٔ برگ (بادن-وورتمبرگ) هست.